# Noruega en los Juegos Olímpicos de Lillehammer 1994
Noruega estuvo representada en los Juegos Olímpicos de Lillehammer 1994 por un total de 88 deportistas que compitieron en 10 deportes.  
El portador de la bandera en la ceremonia de apertura fue el esquiador de fondo Bjørn Dæhlie.

## Medallistas
El equipo olímpico noruego obtuvo las siguientes medallas:
| Nombre                                                       | Deporte               | Competición                 |
| ------------------------------------------------------------ | --------------------- | --------------------------- |
| Oro                                                          |                       |                             |
| Fred Børre Lundberg                                          | Combinada nórdica     | Trampolín normal + 15 km M  |
| Stine Lise Hattestad                                         | Esquí acrobático      | Baches F                    |
| Lasse Kjus                                                   | Esquí alpino          | Combinada M                 |
| Bjørn Dæhlie                                                 | Esquí de fondo        | 10 km M                     |
| Bjørn Dæhlie                                                 | Esquí de fondo        | 10 km + 15 km M             |
| Thomas Alsgaard                                              | Esquí de fondo        | 30 km M                     |
| Johann Olav Koss                                             | Patinaje de velocidad | 1500 m M                    |
| Johann Olav Koss                                             | Patinaje de velocidad | 5000 m M                    |
| Johann Olav Koss                                             | Patinaje de velocidad | 10 000 m M                  |
| Espen Bredesen                                               | Saltos en esquí       | Trampolín normal M          |
| Plata                                                        |                       |                             |
| Knut Tore Apeland Bjarte Engen Vik Fred Børre Lundberg       | Combinada nórdica     | Trampolín normal + 4,5 km M |
| Kjetil André Aamodt                                          | Esquí alpino          | Descenso M                  |
| Kjetil André Aamodt                                          | Esquí alpino          | Combinada M                 |
| Bjørn Dæhlie                                                 | Esquí de fondo        | 30 km M                     |
| Marit Wold                                                   | Esquí de fondo        | 30 km F                     |
| Sture Sivertsen Vegard Ulvang Thomas Alsgaard Bjørn Dæhlie   | Esquí de fondo        | 4 × 10 km M                 |
| Trude Dybendahl Inger Helene Nybråten Elin Nilsen Anita Moen | Esquí de fondo        | 4 × 5 km F                  |
| Kjell Storelid                                               | Patinaje de velocidad | 5000 m M                    |
| Kjell Storelid                                               | Patinaje de velocidad | 10 000 m M                  |
| Espen Bredesen                                               | Saltos en esquí       | Trampolín grande M          |
| Lasse Ottesen                                                | Saltos en esquí       | Trampolín normal M          |
| Bronce                                                       |                       |                             |
| Bjarte Engen Vik                                             | Combinada nórdica     | Trampolín normal + 15 km M  |
| Hilde Synnøve Lid                                            | Esquí acrobático      | Salto aéreo F               |
| Kjetil André Aamodt                                          | Esquí alpino          | Supergigante M              |
| Harald Christian Strand Nilsen                               | Esquí alpino          | Combinada M                 |
| Sture Sivertsen                                              | Esquí de fondo        | 50 km M                     |